# كراتيفة أدانسونية
كراتيفة أدانسونية (الاسم العلمي:Crateva adansonii) هي نوع من النباتات تتبع جنس الكراتيفة من الفصيلة القبارية.

## معرض صور

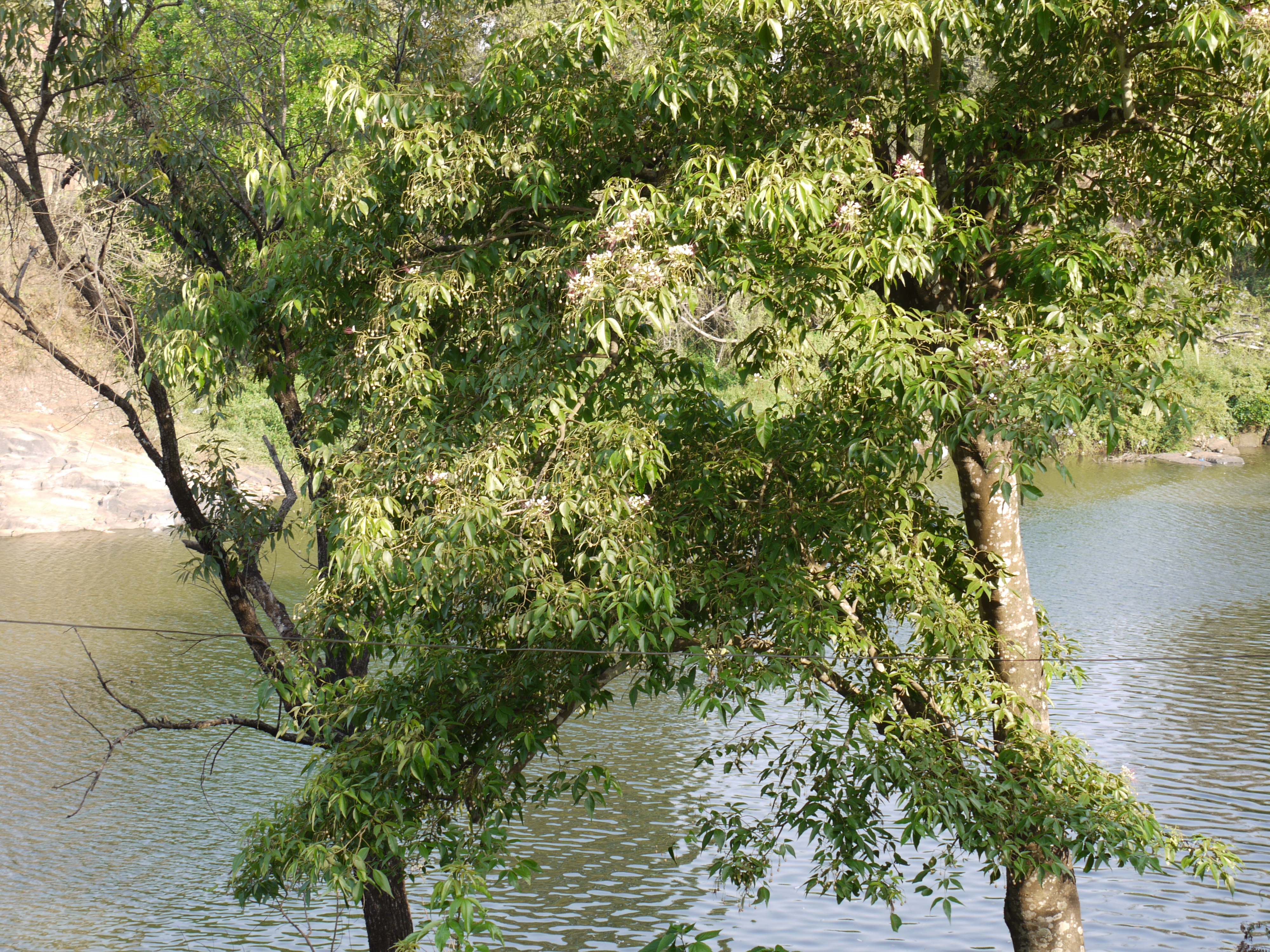
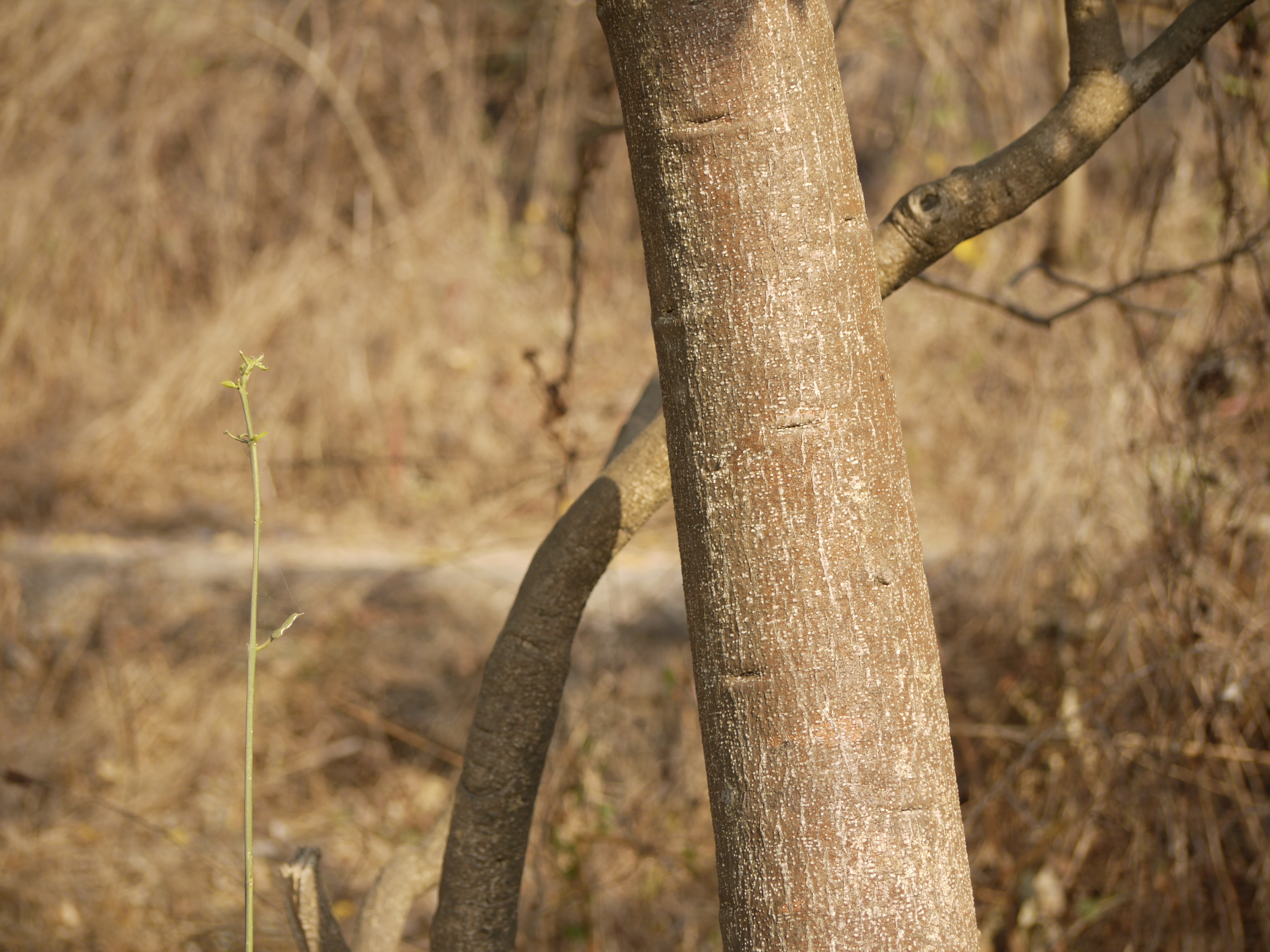
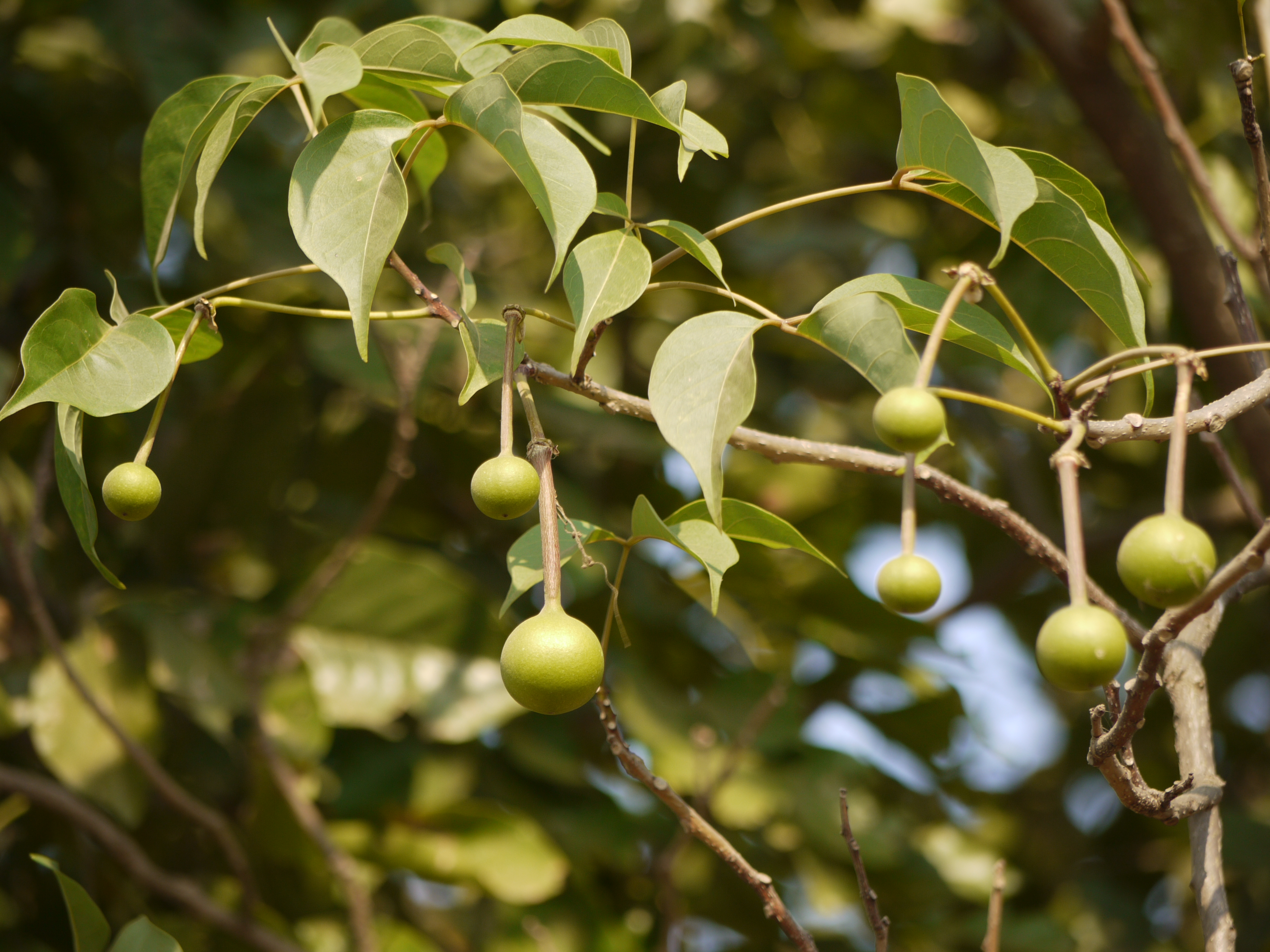
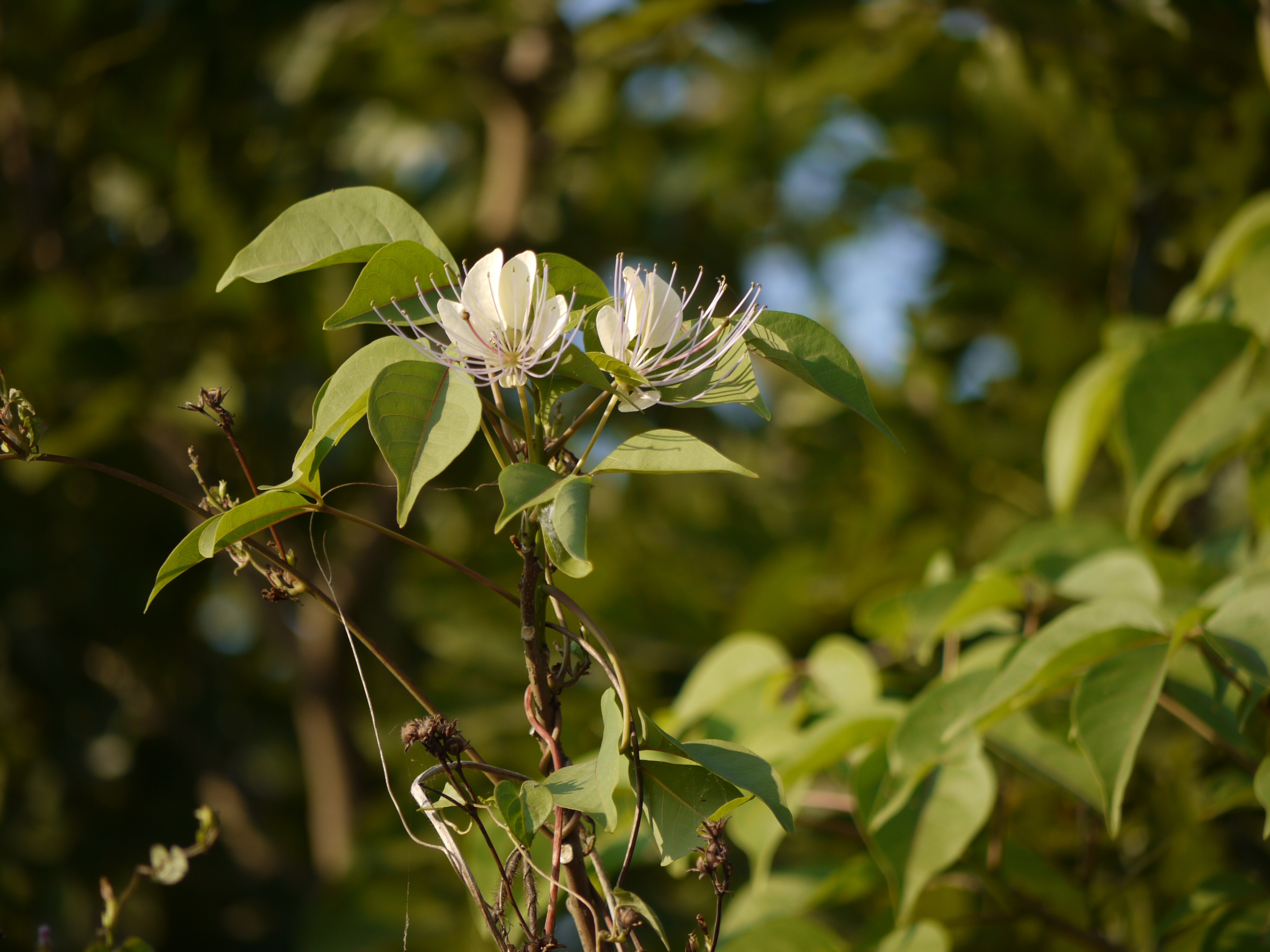